# Sphaerodactylus argivus
Sphaerodactylus argivus es una especie de geco del género Sphaerodactylus, familia Sphaerodactylidae, orden Squamata. Fue descrita científicamente por Garman en 1888.

## Descripción
La longitud hocico-respiradero es de 28 milímetros para los machos y 29 milímetros para las hembras.

## Distribución
Se distribuye por las Islas Caimán.